# Флаг Росстроя
Флаг и эмблема Государственного комитета Российской Федерации по строительству и жилищно-коммунальному комплексу (Госстрой России), с 2004 года — Федерального агентства по строительству и жилищно-коммунальному хозяйству (Росстрой).
25 мая 1999 года был образован Государственный комитет Российской Федерации по строительству и жилищно-коммунальному комплексу (Госстрой России).
9 марта 2004 года Госстрой России был преобразован в Федеральное агентство по строительству и жилищно-коммунальному хозяйству (Росстрой).
13 мая 2008 года Федеральное агентство по строительству и жилищно-коммунальному хозяйству было упразднено.

## Символика
20 января 2004 года, в целях участия в формировании единой геральдической системы страны, обретения официальных отличительных символов, указывающих на принадлежность к Государственному комитету Российской Федерации по строительству и жилищно-коммунальному комплексу, приказом Госстроя России, были учреждены флаг и эмблема Государственного комитета Российской Федерации по строительству и жилищно-коммунальному комплексу.
Приказ носил временный характер, как в нём отмечалось: «до принятия постановления Правительства Российской Федерации „Об учреждении эмблемы и флага Государственного комитета Российской Федерации по строительству и жилищно-коммунальному комплексу“». Данное постановление так и не было принято.

### Флаг
Флаг Государственного комитета Российской Федерации по строительству и жилищно-коммунальному комплексу представляет собой прямоугольное полотнище синего цвета. В крыже расположено изображение Государственного флага Российской Федерации. В правой нижней части полотнища — цветное изображение эмблемы Государственного комитета Российской Федерации по строительству и жилищно-коммунальному комплексу.
Ширина полотнища составляет 2/3 его длины. Длина и ширина изображения Государственного флага Российской Федерации составляют соответственно 1/2 длины и ширины полотнища.
Высота эмблемы Государственного комитета Российской Федерации по строительству и жилищно-коммунальному комплексу составляет 3/5 ширины полотнища, ширина составляет 1/3 длины полотнища. Изображение эмблемы Государственного комитета Российской Федерации по строительству и жилищно-коммунальному комплексу расположено на расстоянии 1/20 ширины полотнища от нижнего и правого краёв полотнища.

### Эмблема

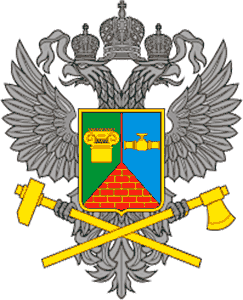
Эмблема Госстроя России, 2004 г.
Эмблема Росстроя, 2004—2008 гг.

Эмблема Государственного комитета Российской Федерации по строительству и жилищно-коммунальному комплексу представляет собой изображение серебряного, увенчанного тремя объединёнными лентой коронами двуглавого орла, держащего в лапах перекрещённые золотые молот и топор. На груди орла расположен щит, разделённый опрокинуто вилообразно на три части. В первой части, в зелёном поле, изображена золотая капитель. Во второй части, в синем поле, изображён золотой раструб водопроводной трубы с вентилем. В третьей части, в красном поле, изображена золотая кирпичная кладка (большая эмблема).
Допускается в качестве самостоятельных эмблем Государственного комитета Российской Федерации по строительству и жилищно-коммунальному комплексу изображение щита, расположенного на груди орла (средняя эмблема), золотых перекрещённых молота и топора (малая эмблема).